# Microcos microthyrsa
Microcos microthyrsa är en malvaväxtart som först beskrevs av Karl Moritz Schumann och Karl Ewald Maximilian Burret, och fick sitt nu gällande namn av Karl Ewald Maximilian Burret. Microcos microthyrsa ingår i släktet Microcos och familjen malvaväxter. Inga underarter finns listade i Catalogue of Life.